# Albertkanalen

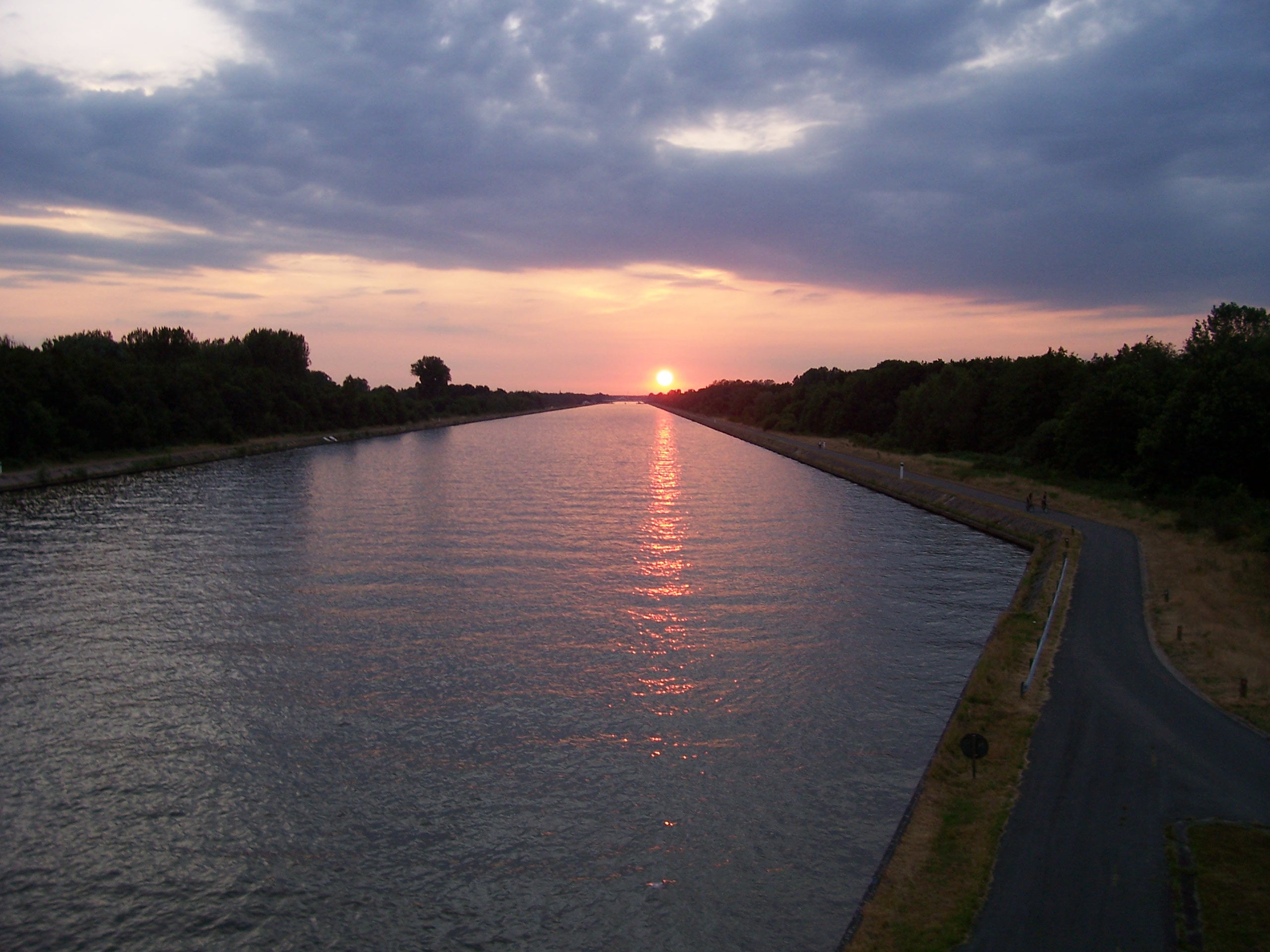
Albertkanalen. Bilden tagen vid staden Hasselt.

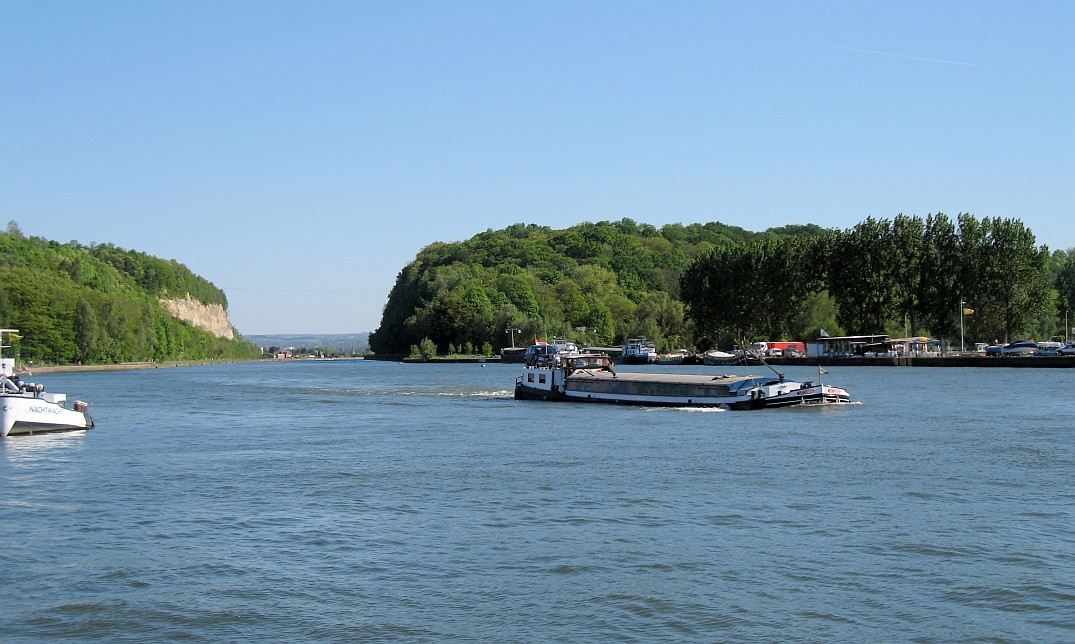
Albertkanalen, vid Kanne.

Albertkanalen (nederländska: Albertkanaal, franska: Canal Albert) är en kanal i nordöstra Belgien som är uppkallad efter kung Albert I av Belgien. Kanalen förbinder städerna Antwerpen och Liège samt floderna Meuse och Schelde. Kanalen har ett djup på 3,40 m, en fri höjd på 6,70 m och en total längd på 129,5 km. Pråmar på upp till 10 000 ton kan trafikera kanalen.
Albertkanalen grävdes mellan 1930 och 1939. Det tyska byggföretaget Hochtief AG arbetade med kanalen mellan 1930 och 1934. Kanalen användes första gången 1940, men på grund av andra världskrigets utbrott skulle exploateringen dröja till 1946. Höjdskillnaden mellan Antwerpen och Liège är 56 m. Sammanlagt krävs sex slussar för att klara av höjdskillnaden. Fem slussar har en höjdskillnad på 10 meter (dessa finns i Genk, Diepenbeek, Hasselt, Kwaadmechelen och Olen), slussen vid Wijnegem har en höjdskillnad på 5,45 m.
På 1930-talet tog det sju dagar att resa från Antwerpen till Liège via vattenvägarna. Idag kan man resa denna sträcka på 18 timmar. Sedan Europakanalen färdigställdes 1992 kan pråmar färdas från Antwerpen, tvärs över Europa, till Svarta havet.
Under andra världskriget fungerade kanalen som försvarslinje. Den säkrade inte bara det belgiska territoriet utan även de franska arrondissementen. Slussarna användes för att kontrollera vattennivån.
I september 1944 skapade den andra kanadensiska divisionen ett brohuvud på kanalens andra sida, när de allierade kämpade för att befria Belgien och Nederländerna från den tyska ockupationen.